# 埃爾查科縣
0°20′25″S 77°48′32″W / 0.34028°S 77.80889°W
埃爾查科縣（西班牙語：Cantón El Chaco），是厄瓜多爾的縣份，位於該國中部，由納波省負責管轄，面積3,473平方公里，海拔高度1,570米，2001年人口6,133，人口密度每平方公里1.77人。